# Chris Harper (cyklist)
Christopher "Chris" Harper, född 23 november 1994 i Melbourne, är en australisk professionell landsvägscyklist.

## Karriär
Harper har cyklat professionellt sedan 2016. Bland hans meriter kan nämnas flera medaljer i de australiska mästerskapen vilket bland annat inkluderar andraplatser i såväl linje- som tempolopp år 2024. Han har även vunnit sammanlagt i Japan runt.